# Шестов, Николай Александрович
Николай Александрович Шестов (1831—1876) — российский врач, доктор медицины.

## Биография
Николай Александрович Шестов по окончании курса в Санкт-Петербургской медико-хирургической академии в 1854 году состоял врачом 5-й артиллерийской бригады, уяздовского, Александровского в Варшаве, лобицкого, шебжешинского и других госпиталей. 
В 1855 году получил степень доктора медицины за диссертацию «De gangraena nosocomiali». Назначен сверхштатным ординатором 2-го санкт-петербургского сухопутного госпиталя (1856).
В 1857—1859 годах был в заграничной командировке с ученой целью. По возвращении в сентябре 1859 года по рекомендации лейб-медика И. В. Енохина был назначен штатным врачом наследника-цесаревича Николая Александровича и оставался при нём до кончины цесаревича в 1865 году. 
В 1860 году Шестов был избран исправляющим должность адъюнкт-профессора по кафедре госпитальной клиники медико-хирургической академии, в 1863 году переведён на кафедру частной патологии и терапии, в следующем году избран исправляющим должность ординарного профессора по той же кафедре, а в 1866 г. — ординарным профессором.
Один из преподавателей цесаревича профессор Б. Н. Чичерин характеризовал Шестова так: «Он был человек недурной и обходительный, но пошлый. К наследнику он был определён по рекомендации лейб-медика Енохина, которому он приходился племянником и который всячески старался выдвигать русских. На этот раз выбор был неудачный. Шестов, говорят, учился хорошо, но доктор он был плохой; он не имел ни любви к медицине, ни каких-либо научных интересов».
Шестов сопровождал цесаревича в заграничном путешествии, предпринятом для морского лечения (1864). В ходе поездки на сопровождавших цесаревича лиц, включая доктора Шестова, обрушился ливень наград. Король Баварский пожаловал ему Командорский крест Святого Михаила, Герцог Веймарский — кавалерский крест ордена Белого Сокола 1-й степени, Король Датский — Командорский крест ордена Данеброга 2-й степени, Король Вюртембергский — Командорский крест ордена Фридриха 2-й степени, Король Прусский — Орден Короны 3-й степени, Герцог Дармшадтский — Командорский крест Филиппа Великодушного 2-й степени, Король Италии — Командорский крест 2-й степени.

## Избранная библиография
Кроме диссертации «De gangraena nosocomiali», Шестов напечатал: 
- «Исследование Клод-Бернара: над образованием сахара и крахмала в печени животных» («Военно-медицинский журнал», 1859);
- «Об исследовании газов, выдыхаемых при различных болезнях» («Медицинский вестник», 1864);
- «К вопросу о поглощении кожей» («Медицинский вестник», 1866).